# Arctostaphylos catalinae
Espèce
Statut de conservation UICN

 VU D2 : Vulnérable
Arctostaphylos catalinae est une espèce de plantes à fleurs de la famille des Éricacées.